# Villy (Yonne)
Villy ist eine französische Gemeinde mit 102 Einwohnern (Stand: 1. Januar 2022) im Département Yonne in der Region Bourgogne-Franche-Comté (vor 2016 Bourgogne); sie gehört zum Arrondissement  Auxerre und zum Kanton Chablis (bis 2015 Ligny-le-Châtel).

## Geographie
Villy liegt etwa 16 Kilometer ostnordöstlich von Auxerre am Serein, der die Gemeinde im Osten begrenzt. Umgeben wird Villy von den Nachbargemeinden Ligny-le-Châtel im Norden, Maligny im Osten, La Chapelle-Vaupelteigne im Süden sowie Lignorelles im Westen.

## Bevölkerungsentwicklung
| Jahr                      | 1962 | 1968 | 1975 | 1982 | 1990 | 1999 | 2006 | 2013 |
| Einwohner                 | 79   | 88   | 110  | 87   | 102  | 114  | 114  | 105  |
| Quelle: Cassini und INSEE |      |      |      |      |      |      |      |      |

## Sehenswürdigkeiten
- Kirche Saint-Étienne